# Басс, Ральф
Ральф Басс (англ. Ralph Bass; 1 мая 1911 — 5 марта 1997) — американский музыкальный продюсер.
В 1991 году Ральф Басс был принят в Зал славы рок-н-ролла (в категории «Неисполнители»).